# Johannes Baptist Franzelin
Johannes Baptist Georg Franzelin (ur. 15 kwietnia 1816 w Aldein, zm. 11 grudnia 1886 w Rzymie) – austriacki duchowny rzymskokatolicki, jezuita, kardynał i teolog.

## Życiorys
Święcenia kapłańskie przyjął 23 grudnia 1849 w Le Puy. W latach 1885–1886 prefekt Świętej Kongregacji Odpustów i Świętych Relikwii. Kreowany kardynałem na konsystorzu w 1876. Uczestnik konklawe w 1878.